# Museo de Bellas Artes de Leipzig
El Museo de Bellas Artes de Leipzig (en alemán: Museum der bildenden Künste) es un museo ubicado en la ciudad de Leipzig, Sajonia, Alemania. Dispone de 7.000 m2 de exposición, donde se muestran 3.500 pinturas, 1.000 esculturas y 60.000 obras gráficas. Cubre amplios períodos de la historia del arte desde la Baja Edad Media hasta la época moderna, aunque enfocado en la pintura flamenca de los siglos XV, XVI y XVII, arte italiano del siglo XV al XVIII, arte holandés del siglo XVII, arte francés del XVIII y arte alemán del siglo XVIII al XX.

## Colecciones

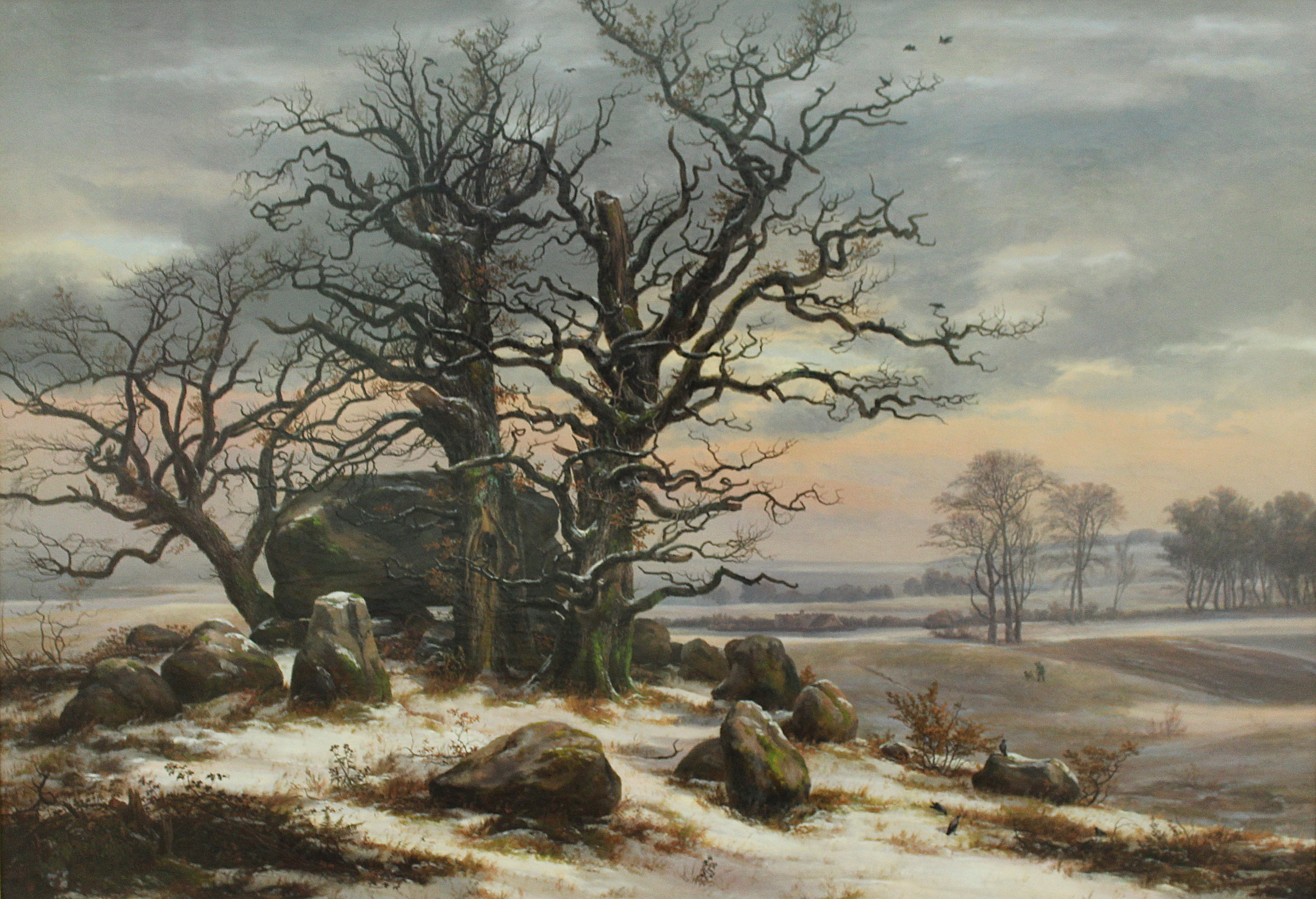
Eipzig, Museum der bildenden Künste, Johan Christian Clausen Dahl.

En sus colecciones destacan los viejos maestros holandeses y alemanes como Frans Hals y Lucas Cranach el Viejo; románticos como Caspar David Friedrich, y representantes de la escuela de pintura de Düsseldorf como Andreas Achenbach. La principal figura de la colección escultórica es la obra Beethoven de Max Klinger. A las obras de Max Klinger y Max Beckmann se dedica un módulo separado.
En el campo del arte moderno, el museo está principalmente enfocado a la Escuela de Leipzig, con artistas como Werner Tübke, Bernhard Heisig y Wolfgang Mattheuer. También están artistas internacionales de la talla de Neo Rauch o Daniel Richter.

## Galería

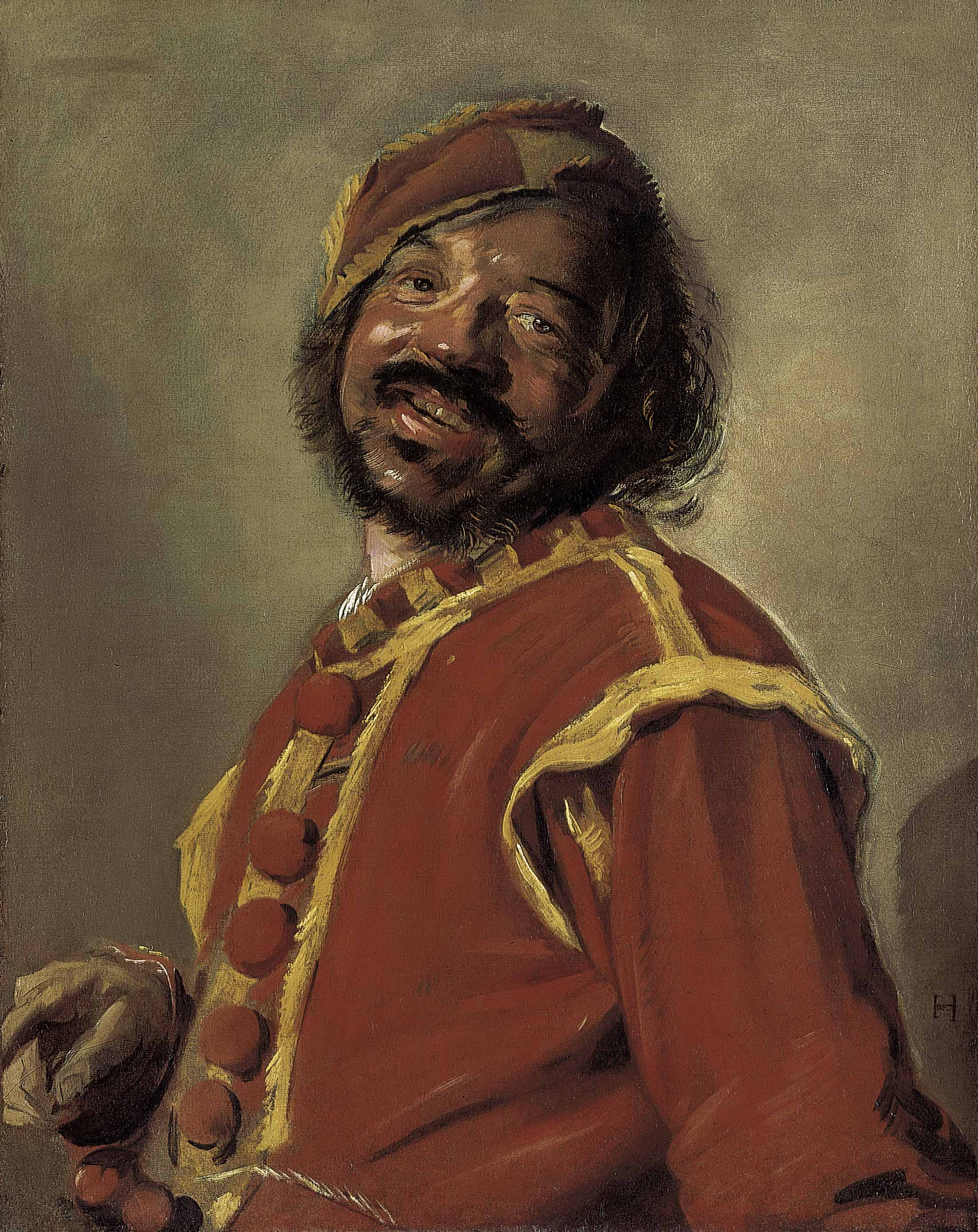
Frans Hals, El mulato, 1627.
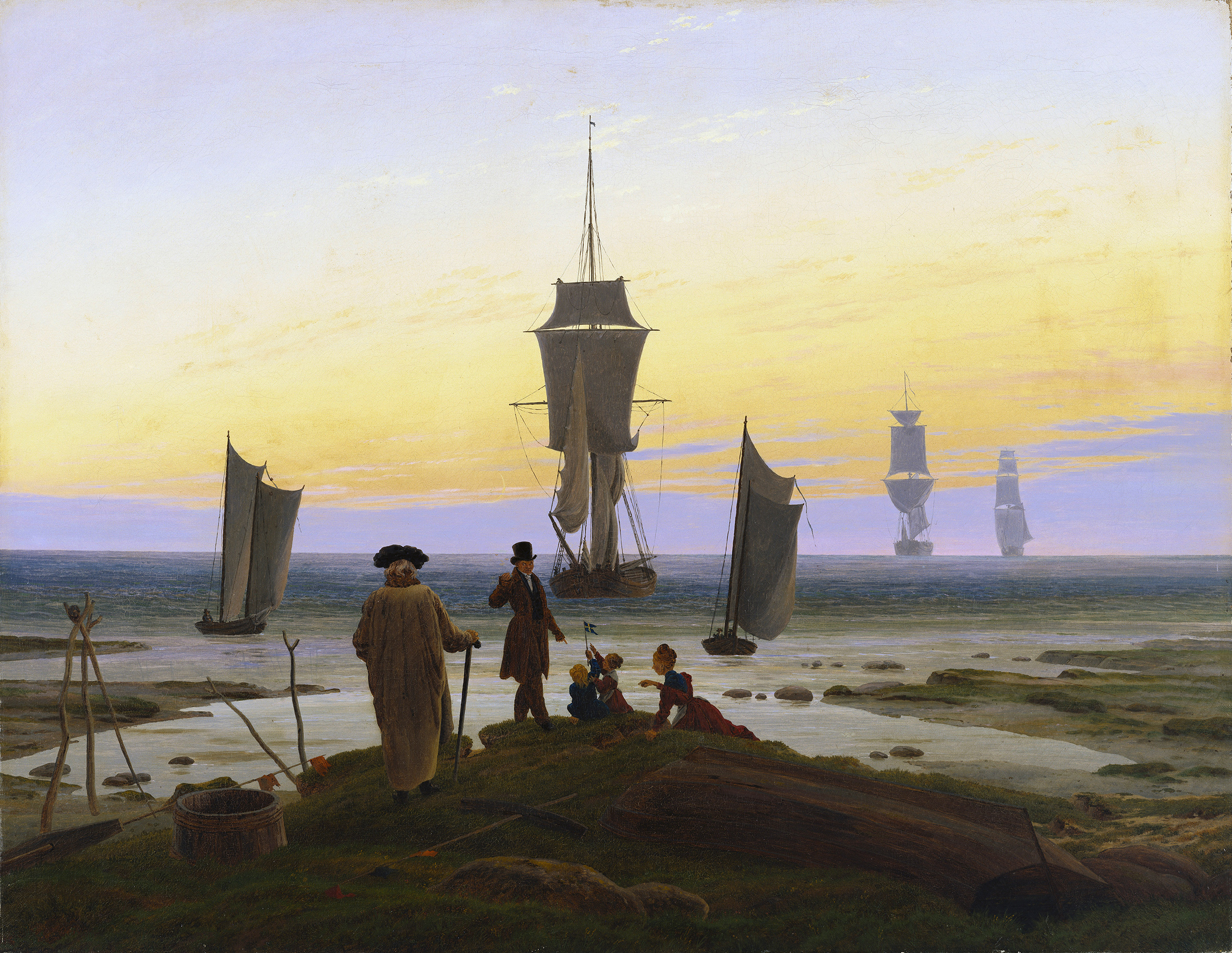
Caspar David Friedrich, Las edades de la vida, 1835.
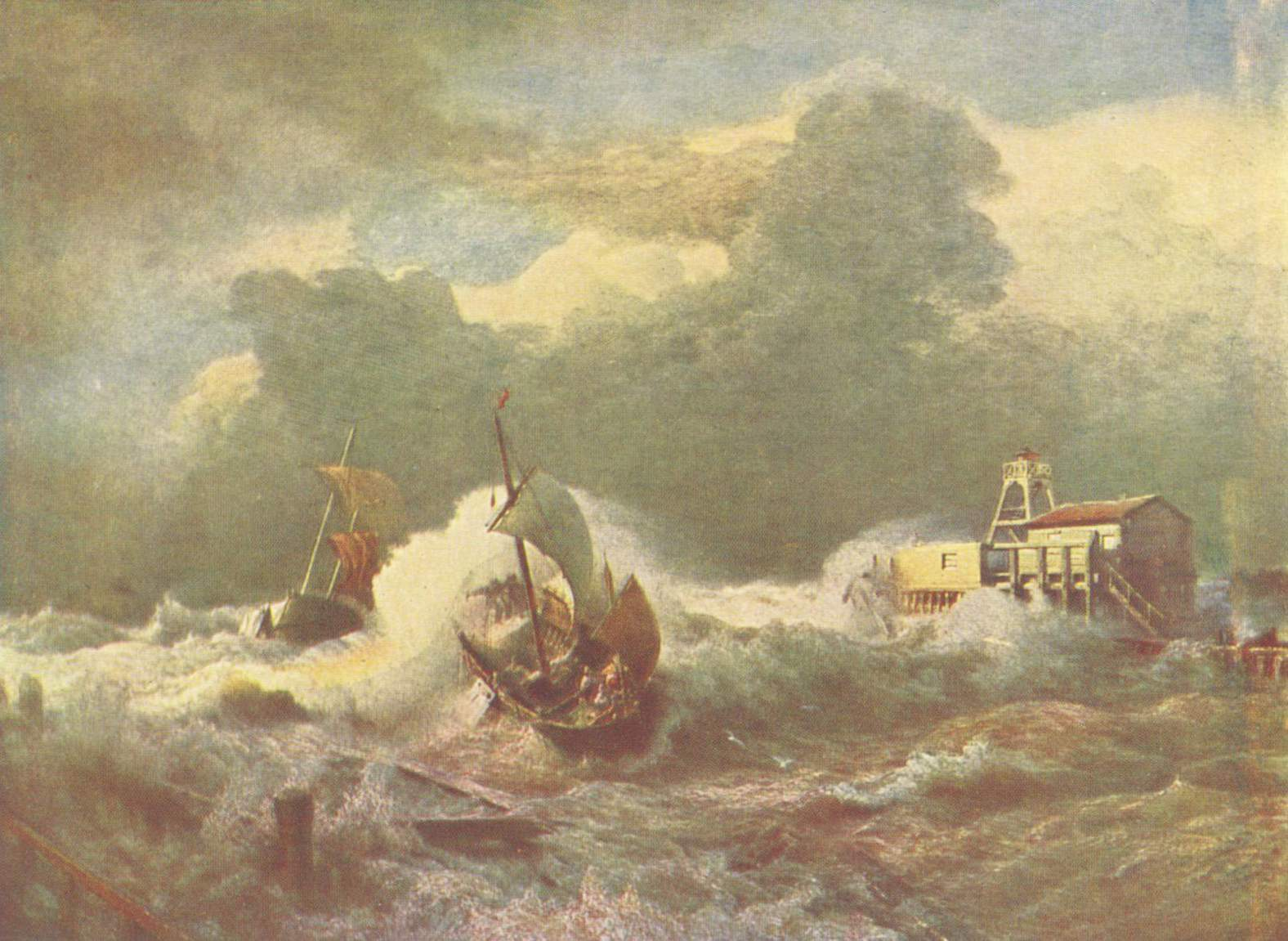
Andreas Achenbach, El faro de Ostende, 1887.
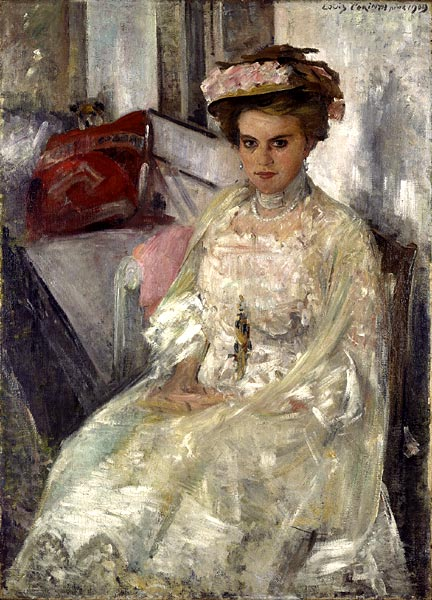
Lovis Corinth, Frau Douglas, 1909.